# The Fires of Conscience
Pour plus de détails, voir Fiche technique et Distribution.
The Fires of Conscience est un film américain réalisé par Oscar Apfel et sorti en 1916.

## Synopsis
Dans une petite ville de l'Ouest américain, George Baxter assassine l'amant de sa femme, dont le  père se trouve être le juge de la ville.

## Fiche technique
- Titre : The Fires of Conscience
- Réalisation : Oscar Apfel
- Scénario : Henry Christeen Warnack
- Société de production : Fox Film
- Pays de production :  États-Unis
- Langue originale : Muet (intertitres anglais)
- Format : Noir et blanc - 1,33:1 - film muet
- Genre : Drame
- Durée : 5-6 bobines[1].
- Date de sortie : 
  - États-Unis : 25 septembre 1916

## Distribution
- William Farnum : George Baxter
- Gladys Brockwell : Margery Burke
- Nell Shipman : Nell Blythe
- Henry A. Barrows : Robert Baxter
- Henry Hebert : Paul Sneed
- William Burgess : Randolf Sneed
- Elinor Fair : Mabel Jones
- Willard Louis : Doc Taylor
- Brooklyn Keller : Felix Lunk
- Fred Huntley : Peter Rogers

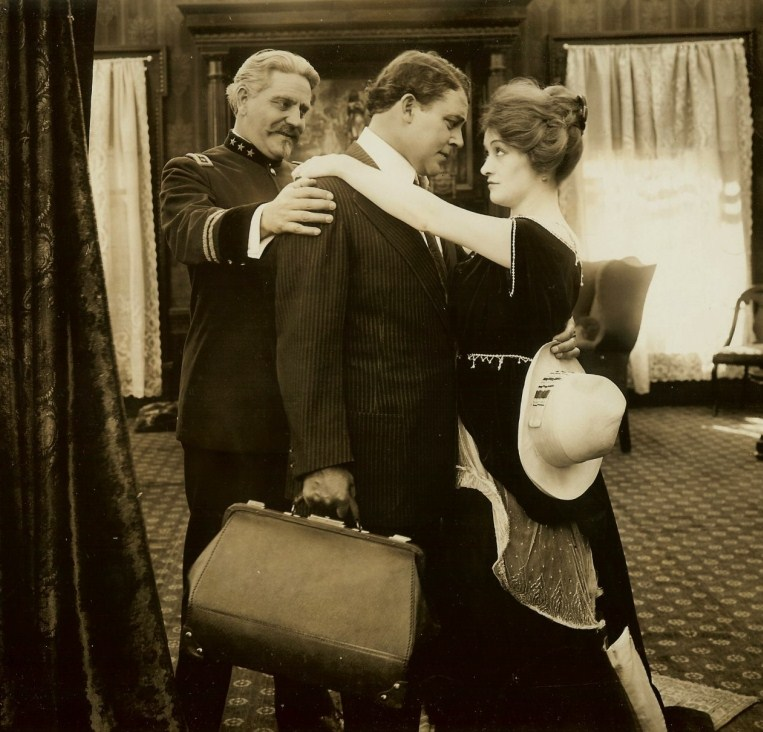
Henry A. Barrows, William Farnum et Gladys Brockwell dans une scène du film.

- Marie Kiernan : Petite fille (non créditée)